# Акилово (Пермский край)
Акилово — посёлок в Кочёвском районе Пермского края. Входит в состав Кочёвского сельского поселения. 

## География
Располагается западнее районного центра, села Кочёво. Расстояние до районного центра составляет 28 км.

## История
Населённый пункт входил в состав Воробьёвского сельсовета.

## Население
| 1963 | 2010 |
| ---- | ---- |
| 674  | ↘259 |